# Grafschaft Rantzau
Die Reichsgrafschaft Rantzau war per Erlass von Kaiser Ferdinand III. ab 1650 ein reichsunmittelbares Territorium im südlichen Schleswig-Holstein, rund um die heutige Stadt Barmstedt.
Das Gebiet der späteren Grafschaft, das Amt Barmstedt, war bis 1640 Teil der Grafschaft Holstein-Pinneberg gewesen und anschließend an den Herzog von Schleswig-Holstein-Gottorf gefallen. Die Familie Rantzau erwarb das Amt Barmstedt 1649. Christian zu Rantzau wurde 1650 per Doppeldiplom (Wien) in den Grafenstand mit der Pfalzgrafenwürde erhoben, wobei der Kaiser Barmstedt zum Immediatlehen machte. Die Grafschaft wurde verspätet 1662 in den niedersächsischen Reichskreis aufgenommen. Die Herrschaft des nunmehr hochadeligen Hauses währte nur 76 Jahre von 1650 bis 1726. Nach dem Mord am Reichsgrafen Christian Detlev zu Rantzau wurde Barmstedt 1726 widerrechtlich vom dänischen Königshaus unter dem Vorwand ausbleibender männlicher Erben als "erledigtes Mannlehen" eingezogen. Damit blieben die Rantzau zwar Grafen, zählten aber nicht mehr zum Hochadel des Reichs. Die Reichsgrafschaft war damit erledigt.

Karte der Grafschaft Rantzau (um 1860)

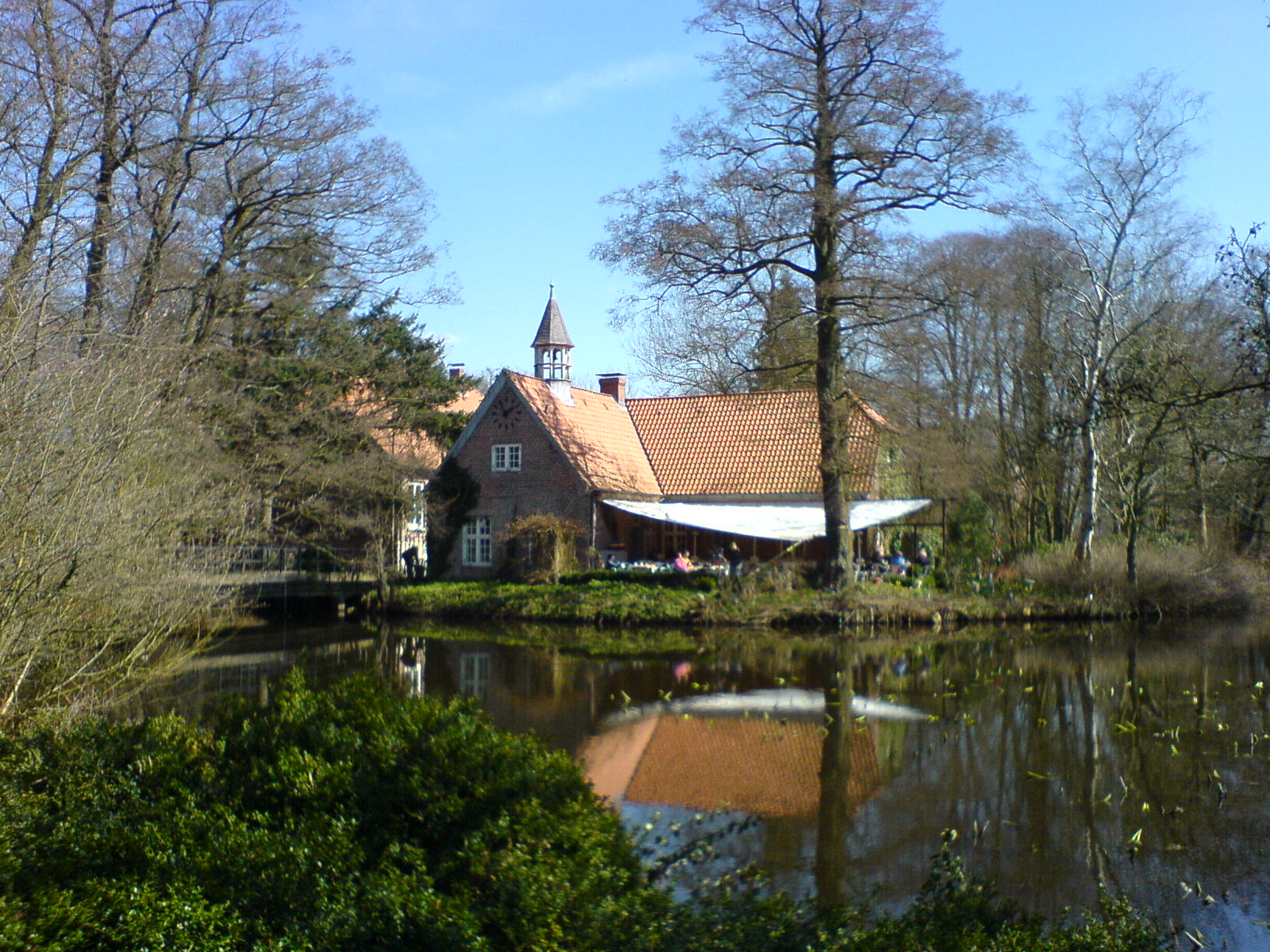
Die Barmstedter Schlossinsel war Residenz der Grafschaft Rantzau

## Überblick

### Geschichtlicher Hintergrund
Die Herzogtümer Schleswig und Holstein waren zu Beginn des 17. Jahrhunderts ein Flickenteppich verschiedener Verwaltungseinheiten, den sogenannten Ämtern und den Güterbezirken. Die Herrschaft über die Länder war weitgehend aufgeteilt auf das dänische Königshaus sowie auf die Herzöge von Schleswig-Holstein-Gottorf und die abgeteilten Herren von Schleswig-Holstein-Sonderburg. Eine Besonderheit stellte die Grafschaft Holstein-Pinneberg im Südwesten Holsteins dar, die als Überbleibsel mittelalterlicher Besitzverhältnisse noch einer Linie der Grafen von Schauenburg und Holstein gehörte. Diese Linie starb 1640 mit Otto V. im Mannesstamm aus und die Grafschaft Pinneberg wurde in der Folge unter der dänischen Krone und dem Gottorfer Herzogtum aufgeteilt: Drei Fünftel der Ländereien gingen als Herrschaft Pinneberg in dänischen Besitz, zwei Fünftel – zu denen das Amt Barmstedt im Norden der Grafschaft gehörte – an das Haus Gottorf. Das Amt Barmstedt bildete neben weiteren Rantzauischen Territorien die Grundlage für die 1653/1654 entstandene Reichsgrafschaft Rantzau.
Die weitverzweigte Familie Rantzau gehört zu den alteingesessenen Ritterfamilien in Schleswig und Holstein, den sogenannten Equites Originarii. Den Rantzaus gehörten zeitweise mehr als siebzig Güter in den Herzogtümern und zahlreiche ihrer Mitglieder waren an der Landespolitik beteiligt. Zu einer der bedeutendsten Linien entwickelten sich der Breitenburger Familienzweig, der unter anderem mehrere königlich-dänische Statthalter stellte. 1627 folgte der damals zwölf Jahre alte Christian zu Rantzau seinem Vater Gerhard Rantzau als Herr über die Breitenburger Besitzungen. Er verbrachte die folgenden Jahre unter anderem als Junker am dänischen Hof. Als junger Mann stand Christian Rantzau öfter in Diensten des dänischen Königs und erlangte im Laufe der Zeit verschiedene Ämter und Würden. 1639 wurde er zum Amtmann von Rendsburg und 1643 zum Generalkriegskommissar ernannt. 1648 erfolgte in Anerkennung seiner Dienste die Aufnahme in den Elefanten-Orden und die Berufung zum königlichen Statthalter. Christian Rantzau war dem Rang nach ein Landadliger aus der Schleswig-Holsteinischen Ritterschaft und erreichte bereits durch seine Ämter eine hohe gesellschaftliche Stellung. Er strebte jedoch auch nach der Grafenwürde, und um in den Rang eines Grafen erhoben werden zu können – ein Titel, der in Holstein seit dem Mittelalter nicht mehr vergeben wurde – benötigte er ein eigenes Territorium auf dem Boden des Heiligen Römischen Reiches. Sein Augenmerk richtete sich auf das Amt Barmstedt, das nur wenige Kilometer südlich seines Stammsitzes Breitenburg lag und sich im Besitz des Gottorfer Herzogs befand.

### Der Weg von der Grafschaft zur Reichsgrafschaft

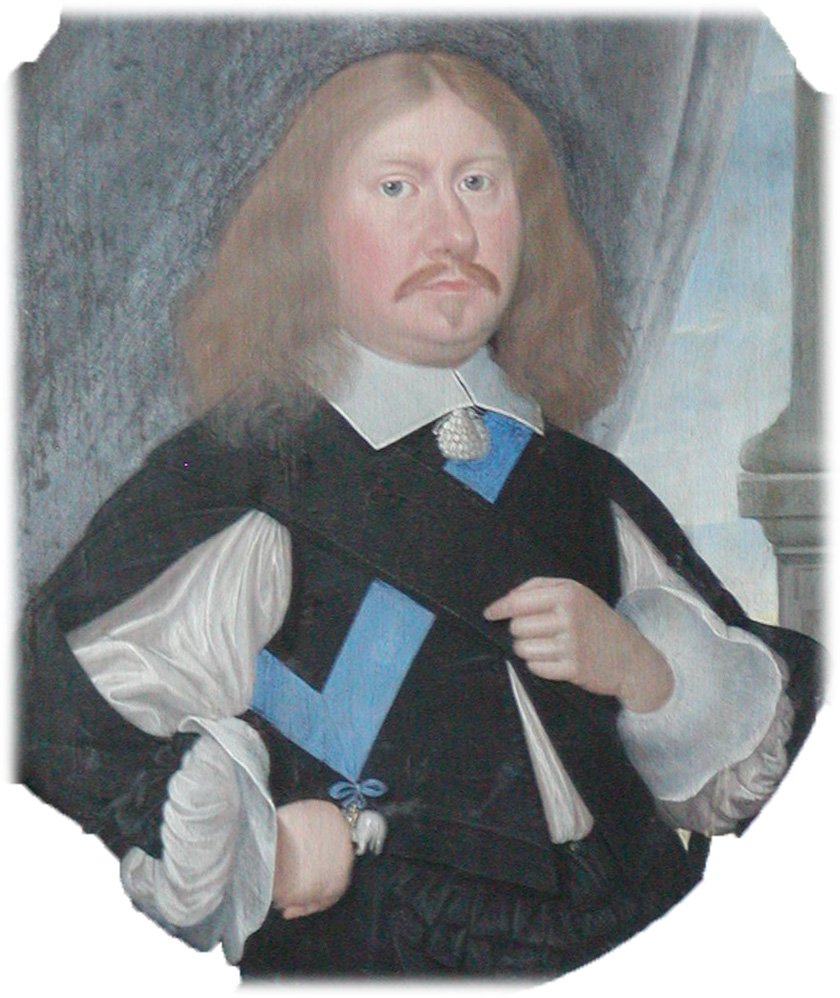
Christian zu Rantzau (1614–1663), königlich dänischer Statthalter in Schleswig-Holstein, Begründer der Freien Reichsgrafschaft Rantzau

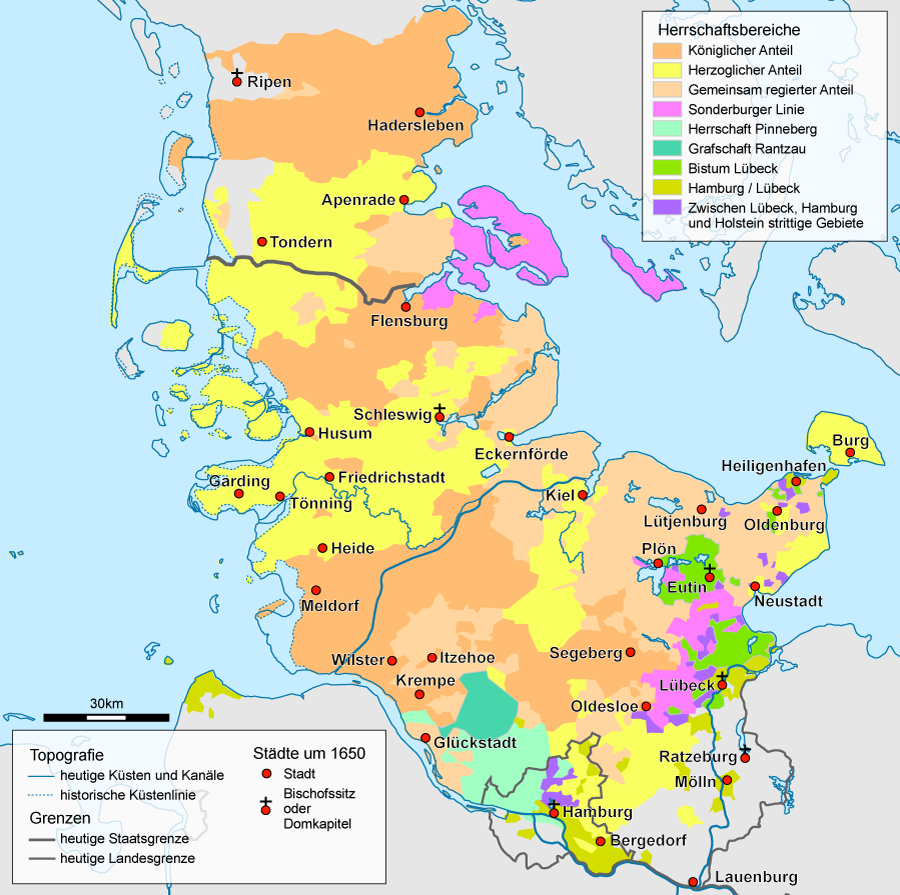
Schleswig-Holstein um 1650. Die Grafschaft Rantzau (grün) befand sich nordwestlich von Hamburg

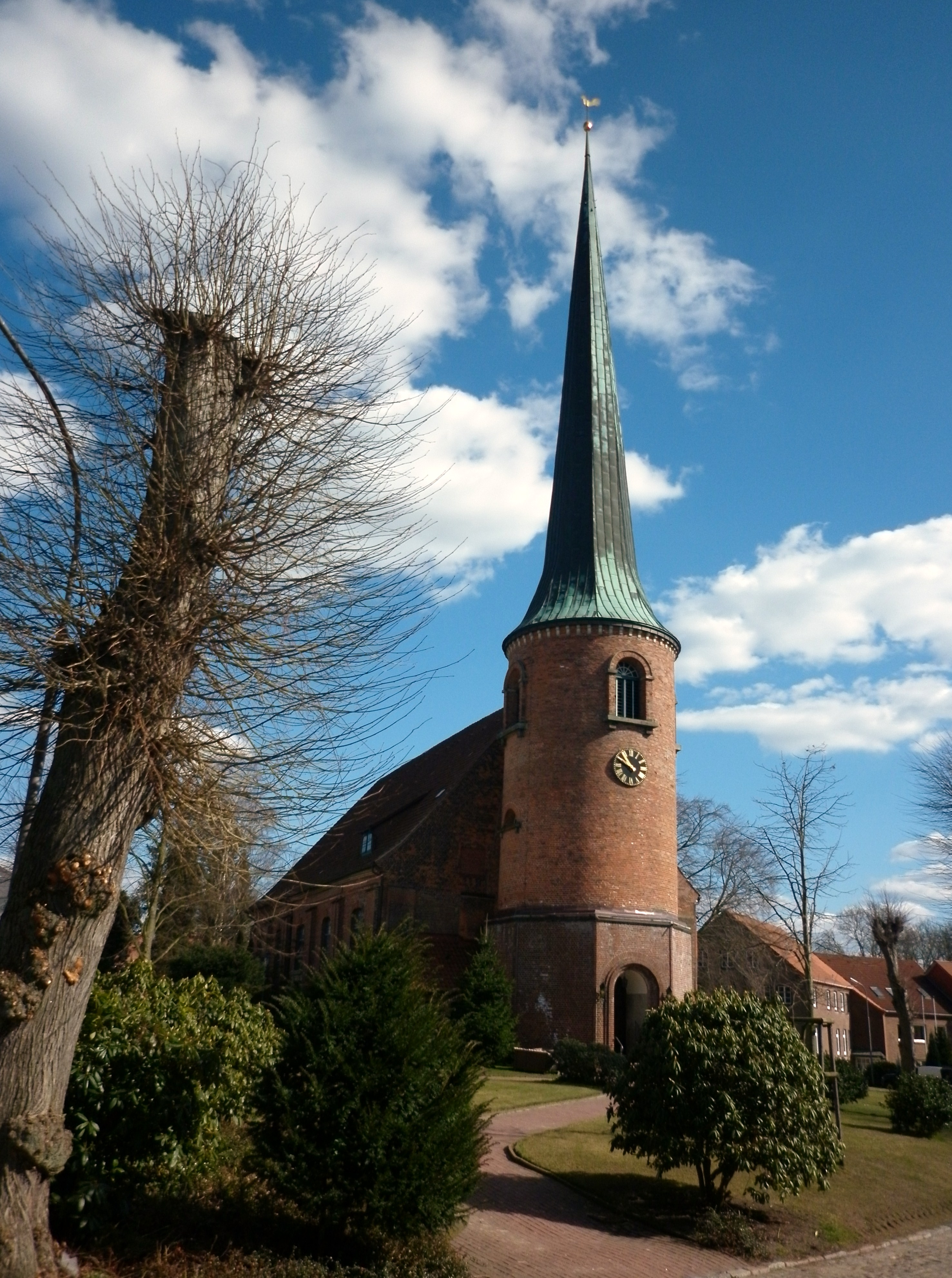
Die Barmstedter Kirche wurde unter Reichsgraf Wilhelm-Adolf errichtet

1649 konnte Christian Rantzau den Gottorfer Herzog Friedrich III. zu einem Verkauf des Amtes Barmstedt bewegen. Er hatte dafür die Unterstützung des dänischen Königs sicher, dem sein Statthalter als Besitzer des Amts Barmstedt allemal lieber war als die Gottorfer Herzöge. Die Kaufsumme betrug 101.000 Reichstaler sowie 100.000 Reichsthaler für den Tausch des Rantzauer Stammsitzes bei Plön sowie des Gutes Koxbüll bei Tondern, die mit dieser Summe bewertet wurden, zugunsten des Herzogtums Schleswig-Holstein-Gottorf. Christian Rantzau nahm die Ländereien 1650 in Besitz und bestimmte die alte Wasserburg auf der Barmstedter Schlossinsel zur neuen Residenz. Im selben Jahr reiste er mit großem Gefolge nach Wien an den kaiserlichen Hof, wo er als Gesandter des dänischen Königreichs auftrat.
Rantzau erreichte alsbald die Ernennung zum kaiserlichen Kammerherrn und konnte – mittels großzügiger Subsidien – im Herbst des Jahres 1650 bei Kaiser Ferdinand III. seine Ernennung zum Grafen erwirken. Das Amt Barmstedt wurde im Diplom zum reichsunmittelbaren („freien“) Territorium erklärt. Das Grafendiplom von 1650 mit der Pfalzgrafenwürde (comitiv und palatinat), ein in einem Buch zusammengefasstes „Doppeldiplom“, machte aus Christian Rantzau de facto den „Ersten Reichsgrafen“ des Reichs: Nie zuvor war ein Reichsgraf mit so vielen Regalien (Königsrechten) ausgestattet worden, vom Recht, Adel zu kreieren, bis hin zur Territorial-Superiorität (Landeshoheit). Lediglich die Reichsvikare waren und blieben mächtiger. Der Kaiser stellte im Fall Rantzau das übliche Procedere auf dem Weg eines Grafen zur Reichsstandschaft auf den Kopf, da er Christian schon 1653, als dieser noch keinem der zehn Reichskreise angehörte, auf den Reichstag befahl, wo er unbeanstandet im Wetterauischen Reichsgrafenkollegium Platz nahm und somit die Reichsstandschaft mit Sitz und Kuriatstimme im Reichstag wahrnehmen konnte. Dies bedeutet für den Eigentümer eines ausreichend bedeutenden, reichsunmittelbaren Allods (Eigenbesitz) oder Reichslehens (ebenfalls reichsunmittelbar) zuerst die Erlangung der Mitgliedschaft in einem der „Zehn Reichskreise“, die dann seinen „Anschlag“ (Veranschlagung) zum „Reichskontingent“ festlegen: eine direkte „Reichssteuer“ aus bestimmten Anlässen wie etwa die Reparationszahlungen, die 1650 nach dem Dreißigjährigen Krieg an Schweden zu zahlen waren. Der Anschlag wird in „Mann zu Ross“ („Reutern“) und Mann zu Fuß, alternativ als Geldsumme, in den Reichsmatrikeln publiziert. Gelegentlich, wie im Fall Rantzau, wurde aber diese Eintragung verschlampt, sodass nur über die sogenannten Usualmatrikel, die die Beiträge zum Unterhalt des Kaiserlichen Reichskammergericht veröffentlicht, die Reichsunmittelbarkeit eines Territoriums nachweisbar ist. Die Aufnahme in den Niedersächsischen Reichskreis erfolgte verspätet 1662. In der Reichsmatrikel unterblieb jedoch der Eintrag. Erst durch Zedler wurde 1742 auch die Usualmatrikel ausgewertet, wo die „Grafschaft Rantzau“ 1719 mit einem Anschlag von 7 Reichsthalern, 9 Kr figuriert.

### Weitere Entwicklung
Der einstige Herrensitz in Barmstedt wurde neben den Schlössern von Breitenburg und Drage ab 1657 zur bescheidenen Residenz ausgebaut und das Dorf entwickelte sich kurzfristig zum Hauptort der kleinen Grafschaft. Christian Rantzau, der wegen seiner zahlreichen Ämter häufig auf Reisen war, hielt sich nur selten dort auf. 1655 konnte er das Stammgut Rantzau bei Plön zurück erwerben. Die Grafschaft erlebte nach dem Ende des sogenannten Polackenkriegs eine kurze wirtschaftliche Blütezeit. Nachdem Christian Rantzau 1663 gestorben war, übernahm sein Sohn Detlev zu Rantzau das Erbe. Detlev Rantzau schloss 1669 mit dem dänischen König Friedrich III. einen (freiwilligen?) Erbschaftsvertrag ab, nach dem die Grafschaft im Falle eines ausbleibenden männlichen Erben an das dänische Königreich fallen sollte. Doch schon unter Detlev Rantzaus Herrschaft traten erste Spannungen im Verhältnis zu Dänemark auf, die unter anderem durch einen Missbrauch des gräflichen Münzrechts ausgelöst wurden. Detlevs Schwager, Graf Friedrich von Ahlefeldt (1623–1686), als Nachfolger seines Schwiegervaters Statthalter von Schleswig und Holstein und 1676–1686 dänischer Kanzler, versuchte ab 1669 durch den Erwerb zweier Herrschaften in Elsass und Lothringen ebenfalls, es seinem Schwiegervater auf dem Weg in die Reichsstandschaft gleichzutun, allerdings vergeblich.
Reichsgraf Detlev starb 1697 und wurde durch seinen Sohn Christian Detlev zu Rantzau beerbt. Der dritte Reichsgraf galt als streitsüchtig und despotisch. Er schröpfte die kleine Grafschaft wirtschaftlich und geriet in zahlreiche Konflikte mit seinen Untertanen. Das Verhältnis zum dänischen Königreich verschlechterte sich zusehends, nachdem Christian Detlev die Zusage brach, die Tochter von Ulrich Friedrich Gyldenløve, des unehelichen Halbbruders von König Christian V., zu heiraten. Rantzau geriet in Gebietsstreitigkeiten mit dem König, der in Personalunion auch Herzog von Holstein war. Nachdem sich der Reichsgraf beim Kaiser über den Herzog beschwerte, entzog dieser ihm alle Ehrenämter.
Christian Detlev Rantzaus Ausbeutung der Grafschaft führte zu Aufständen, die er 1705 mit Hilfe des Gottorfer Herzogtums niederzuschlagen versuchte. Der Gottorfer Regent Georg Heinrich von Görtz sandte Soldaten zu Hilfe, die den Unruhen zwar eine Ende setzten, aber die Grafschaft anschließend besetzt hielten. Das Haus Gottorf bot an, den Besitz für den einstigen Kaufpreis von 201.000 Talern zu übernehmen, was der Reichsgraf aber ablehnte. Die daraus entstehenden Auseinandersetzungen hielten bis 1713 an. In diesem Jahr wurde das Gottorfer Herzogtum im Zuge des Großen Nordischen Krieges durch Dänemark zu einem Großteil besetzt und die Gottorfer Herzöge dadurch in ihrer Macht eingeschränkt. Die Streitigkeiten um die kleine Grafschaft wurden durch andere Konflikte abgelöst. Christian Rantzau reiste in dieser Zeit nach Berlin, wo er 1715 nach Vorwürfen der Sodomie – der damals üblichen Bezeichnung für homosexuelle Handlungen – in Haft genommen wurde. In der Grafschaft wurde er durch seinen jüngeren Bruder Wilhelm Adolf zu Rantzau vertreten, dessen Regentschaft, im Gegensatz zur Herrschaft Christian Detlevs, als verhältnismäßig wohlwollend beschrieben wurde. Der Neubau der Barmstedter Heiligen-Geist-Kirche geht auf diese kurze Phase zurück.
Wilhelm Adolf versuchte, den preußischen König Friedrich Wilhelm I. zu einer dauerhaften Einkerkerung des Bruders zu bewegen, womit er allerdings keinen Erfolg hatte. Christian Detlev kehrte 1720 mit einem kleinen Söldnertrupp nach Barmstedt zurück und übernahm gewaltsam seinen alten Besitz.

### Ende der Grafschaft Rantzau
1721 wurde Christian Detlev Rantzau während der Jagd in der Nähe des Barmstedter Schlosses aus dem Hinterhalt erschossen. Als direkte Reaktion darauf ließ der dänische König die Besitzungen der reichsgräflichen Familie besetzen. Der wahre Täter konnte nie ermittelt werden, doch wurde Christian Detlevs jüngerer Bruder Wilhelm Adolf für die Tat verantwortlich gemacht. Seine mutmaßlichen Mitverschwörer wurden eingekerkert und gebrandmarkt, der angebliche Schütze, der Sohn des Elmshorner Kirchenvogts, 1725 hingerichtet. Wilhelm Adolf selbst wurde der Prozess gemacht und der Reichsgraf 1726 in der norwegischen Festung Akershus gefangen gesetzt. Er starb dort 1734 kinderlos.
Die Reichsgrafschaft unterstand noch unmittelbar dem Kaiser in Wien und der Prozess gegen den Reichsgrafen vor einem holsteinischen Gericht stellte für den dänischen König ein Risiko dar, zumal die dänische Krone laut des Erbschaftsvertrags von 1669 ohnehin die Rantzauer Grafschaft im Falle eines ausbleibenden Erben erhalten sollte. Der dänische König Friedrich IV. ging das Wagnis jedoch ein, denn er sah eine Möglichkeit, der Kleinstaaterei auf und im dänisch verwalteten Territorium – nach der Annexion Schleswig-Gottorfs 1721 – ein weiteres Ende zu setzen. Die Vollendung des sogenannten Gesamtstaats wurde letztlich eines der größten politischen Ziele des dänischen Reichs im 18. Jahrhundert und mit dem Vertrag von Zarskoje Selo 1773 weitgehend abgeschlossen.
Friedrich IV. zog die besetzte Grafschaft im Jahre des Prozesses gegen Wilhelm Adolf offiziell ein. Catharina Hedwig, die Schwester der beiden Brüder, konnte in einem kostspieligen Prozess die Güter von Breitenburg, Drage und Rantzau zurück erstreiten, doch für die Verwaltung der einstigen Grafschaft Rantzau wurden dänische Beamte eingesetzt. Die sogenannten Administratoren nahmen ihren Sitz auf der Barmstedter Schlossinsel.
Der Versuch von Kuno zu Rantzau-Breitenburg, im Zuge der politischen Veränderungen durch den Deutsch-Dänischen Krieg die Wiederherstellung des Familienfideikommisses zu erreichen, blieb erfolglos. Mit der Eingliederung der Provinz Schleswig-Holstein in den preußischen Staat wurde die dänische Administration beendet und die einstige Grafschaft 1867 dem Kreis Pinneberg zugeordnet.

### Liste der Reichsgrafen
| Regierungszeit | Name                        | Bemerkungen |
| -------------- | --------------------------- | --- |
| 1653/54–1663   | Christian zu Rantzau        | Begründer der Reichsgrafschaft, 1. Reichsgraf                                                                                               |
| 1663–1697      | Detlev zu Rantzau           | 2. Reichsgraf, Sohn von Christian zu Rantzau                                                                                                |
| 1697–1721      | Christian Detlev zu Rantzau | 3. Reichsgraf, Sohn von Detlev zu Rantzau, 1715 bis 1720 in der Grafschaft durch seinen Bruder Wilhelm Adolf vertreten, wurde 1721 ermordet |
| 1721–1726      | Wilhelm Adolf zu Rantzau    | 4. und letzter Reichsgraf, Bruder von Christian Detlev, des Mordes beschuldigt und abgesetzt                                                |

### Liste der Administratoren
| Amtszeit  | Name                                         | Bemerkungen                                  |
| --------- | -------------------------------------------- | -------------------------------------------- |
| 1726–1730 | Heinrich Blome                               |                                              |
| 1730–1738 | Christian Albrecht von Johnn                 |                                              |
| 1738–1768 | Georg Wilhelm Baron von Söhlenthal           |                                              |
| 1768–1784 | Christian von Brandt                         |                                              |
| 1784–1789 | Johann Otto Niemann                          |                                              |
| 1789–1795 | Friedrich von Bardenfleth                    |                                              |
| 1795–1798 | Heinrich Friedrich von Eggers                |                                              |
| 1798–1807 | Nicolaus Otto Baron von Pechlin              |                                              |
| 1808–1826 | August Adolph von Hennings                   |                                              |
| 1826–1829 | Hans Christoph Diederich Victor von Levetzow |                                              |
| 1829–1849 | Otto Johann von Stemann                      |                                              |
| 1849–1865 | Adolf von Moltke                             | ab 1868 erster Landrat des Kreises Pinneberg |

## Topographie

### Orte der Grafschaft
Das Gebiet der Grafschaft mit einer Fläche von circa 230 km² entsprach ungefähr dem nördlichen Drittel des heutigen Kreises Pinneberg. Zu dem Territorium gehörten Barmstedt und die nördlich der Krückau gelegenen Teile Elmshorns, sowie die umliegenden, heute zum Teil im Amt Rantzau aufgegangenen Gemeinden. Dazu zählten unter anderem Heede, Langeln, Hemdingen, Ellerhoop, Seeth-Ekholt, Kölln-Reisiek, Bullenkuhlen, Klein Offenseth und Sparrieshoop sowie Groß Offenseth, Westerhorn, Brande-Hörnerkirchen und Lutzhorn.
Die Güter Breitenburg und Drage gehörten zwar zum Besitz der Familie Rantzau, lagen aber nördlich außerhalb des Gebiets der Grafschaft im Herzogtum Holstein im heutigen Kreis Steinburg.

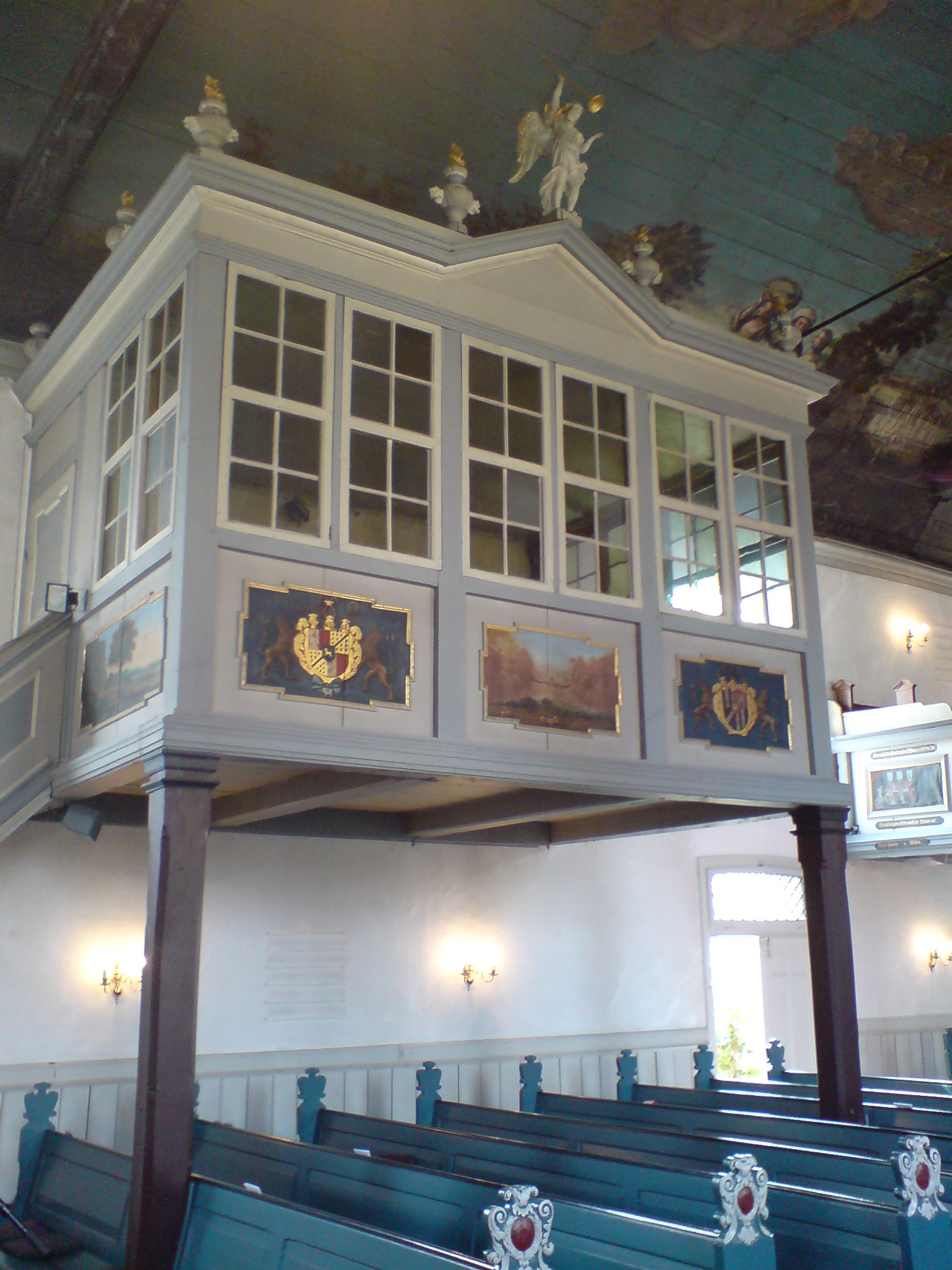
Der sogenannte Grafenstuhl in der Barmstedter Kirche

### Die einstige Grafschaft Rantzau in der Gegenwart
Obwohl sich die Grafschaft nur wenige Generationen im Besitz der Rantzau befand, ist die Region bis in die Gegenwart von dieser Zeit geprägt. Die um die Stadt Barmstedt gelegenen Gemeinden, die weitgehend der früheren Grafschaft entsprechen, werden heute vom Amt Rantzau aus verwaltet. Das Gebiet rund um die Barmstedter Schlossinsel, deren heutiger Baubestand aus der Zeit der dänischen Administration stammt, wird von der Bevölkerung schlicht Rantzau genannt, eine dort gelegene Straße, der Rantzauer See und der Rantzauer Forst tragen ebenfalls den Namen der gräflichen Familie.
Die Barmstedter Heiligengeistkirche wurde unter Wilhelm Adolf Rantzau als Nachfolgebau einer mittelalterlichen Kirche von 1717 bis 1718 neu errichtet. In ihr befindet sich mit dem sogenannten Grafenstuhl noch die Patronatsloge der Reichsgrafen. Auf der Schlossinsel wurde im ehemaligen Amtsgericht ein Museum der Grafschaft Rantzau eingerichtet. An den Mord an Reichsgraf Christian Detlev erinnert ein Gedenkstein am vermuteten Tatort im Wald nahe der Schlossinsel. Die Mitglieder der gräflichen Familie sind zum Teil in der Itzehoer Laurentiikirche bestattet.
Auf die Rantzauer Grafschaft geht außerdem der Jüdische Friedhof in Elmshorn zurück.